# Obârșia-Cloșani
Obârșia-Cloșani là một xã thuộc hạt Mehedinți, România. Dân số thời điểm năm 2002 là 1130 người.